# Dominikia delkeskampi
Dominikia delkeskampi är en skalbaggsart som först beskrevs av Vrydagh 1959.  Dominikia delkeskampi ingår i släktet Dominikia och familjen kapuschongbaggar. Inga underarter finns listade i Catalogue of Life.